# 龙凤三明寺
龙凤三明寺是一处清代佛寺建筑，位于山西省晋中市介休市龙凤镇龙凤村，建于清。
龙凤村三明寺创建于唐先天二年（713），清道光二十九年（1849）重建。中轴线上建有山门、过殿和正殿，两侧则有八字影壁、东、西窑房、东西配殿及耳殿。寺内的木雕、砖雕、琉璃脊饰十分精美。
2007年，龙凤三明寺公布为第四批介休市文物保护单位。2021年8月4日，龙凤三明寺公布为第六批山西省文物保护单位。